# 라파엘 비키
라파엘 비키(독일어: Raphaël Wicky, 1977년 4월 26일, 아르가우 주 로이게른 ~)는 스위스의 축구 감독이자 전 선수이다. 그는 현역 시절에 수비형 미드필더로 활약했는데, 투지가 넘치는 그는 수비수로도 활약할 수 있었다.
그는 현역 시절 대부분을 독일 분데스리가의 베르더 브레멘과 함부르크에서 보냈지만, 스페인의 당시 세군다 디비시온에 있었던 아틀레티코 마드리드를 거치기도 했다. 그는 스위스 국가대표팀 경기에 1996년부터 2008년까지 75번 출전했고, 2번의 유럽 선수권 대회와 2006년 월드컵에 참가했다.
감독이 된 후, 그는 2017년에 바젤을 이끌고 스위스 슈퍼리그와 스위스컵 2관왕을 달성했다. 그는 메이저 리그 사커의 시카고 파이어도 2년을 지휘했다. 그는 2022년에 스위스 무대로 복귀해 영 보이스의 감독이 되어 2023년에 생애 2번째 스위스 슈퍼 리그 우승을 거두었다.

## 클럽 경력
아르가우 주 로이게른 출신인 비키는 시옹에서 프로 무대에 입문하여 베르더 브레멘으로 이적했다. 2001년 1월 25일, 그는 당시 세군다 디비시온에 있던 아틀레티코 마드리드로 이적했다.
스페인에서 11번의 경기를 뛰는데 그친 비키는 2001년 12월 6일에 함부르크와 시즌 말까지 계약하며 분데스리가 무대에 복귀했고, 상황에 따라 2005년 6월까지 계약을 연장할 수 있게 되었다. 2007년 8월 23일, 휘프 스테번스 감독의 임기에 부상으로 빠지면서 주전 지위를 잃은 비키는 시옹과 3년 계약을 맺으며 친정 구단에 복귀했다.
2008년 2월, 비키는 로스 앤젤레스 연고의 메이저 리그 사커 구단 치바스 USA로 자유이적했다. 비키는 댈러스와의 3월 30일 개막전 경기에 교체로 출전하며 신고식을 치렀다. 그는 발목 부상으로 일찍이 시즌을 마감했는데, 그때까지 메이저 리그 사커의 시즌 5경기에 출전하는데 그쳤다. 그는 2008년 7월에 부상 재활을 위해 수술을 받았고, 9월 15일에 정식적으로 시즌을 마감한 것으로 발표되었다.
2009년 1월 26일, 치바스 USA는 1년 계약 연장으로 비키와 동행하게 되었다고 발표했다. 그러나, 5주 후인 3월 3일, 그는 "사적 이유"를 근거로 프로 무대 은퇴를 선언했다.

## 국가대표팀 경력
국가대항전에서, 비키는 스위스 국가대표팀 일원으로 유로 1996과 유로 2004외에도 2006년 월드컵에 출전했다.
그는 75번의 경기에 출전해 1골을 기록했는데, 1골은 2005년 6월 4일에 페로 제도와의 월드컵 예선전 1차전 경기에서 선제골이었고, 3-1 승리에 일조했다.

### 국가대표팀 득점 목록
아래의 점수에서 왼쪽의 점수가 스위스의 점수이다.
| # | 날짜           | 경기장                            | 상대      | 점수 | 결과 | 대회                 |
| - | -------------- | --------------------------------- | --------- | ---- | ---- | -------------------- |
| 1 | 2005년 6월 4일 | 페로 제도 토프티르 스방가스카르드 | 페로 제도 | 1–0  | 3–1  | 2006년 월드컵 예선전 |

## 감독 경력
은퇴 후, 비키는 2009년에 툰의 유소년부를 지도했고, 1년 후에는 세르베트에서 같은 보직을 맡았다.
2013년, 그는 바젤의 유소년부를 맡기 시작했다. 그는 2017년 4월 21일에 1군 감독으로 취임하여, 이사진과 함께 교체된 우어스 피셔의 후임으로 취임했다. 취임 며칠 후, 바젤은 리그 8연속 우승을 달성했고, 스타드 드 주네브에서 열린 시옹과의 5월 25일 스위스컵 결승전도 3-0으로 이기고 2관왕을 달성했다. 2018년 7월 26일, 국내 리그에서 준우승을 차지하고, 컵대회에서도 준결승전에서 패하고, PAOK와의 챔피언스리그 2차 예선전에서도 패퇴하는 부진한 성적을 거두면서, 그는 해임되었다.
2019년 3월 8일, 비키는 미국 U-17 국가대표팀의 신임 감독으로 명명되었다. 2019년 12월 27일, 그는 메이저 리그 사커의 시카고 파이어 감독으로 취임했다. 그는 2020년에 1점 차이로 MLS컵 플레이오프전 진출권을 놓쳤고, 2021년 9월 30일에 해임되었다.
2022년 6월 2일, 그는 영 보이스 감독으로 취임하면서 스위스 슈퍼리그 무대에 복귀했다.

## 감독 통계
2023년 12월 16일 기준
| 구단          | 국적   | 취임             | 해임             | 기록 | 기록 | 기록 | 기록 | 기록 | 기록 | 기록 | 기록  | 주     |
| 구단          | 국적   | 취임             | 해임             | 전   | 승   | 무   | 패   | 득   | 실   | 차   | 율 %  | 주     |
| ------------- | ------ | ---------------- | ---------------- | ---- | ---- | ---- | ---- | ---- | ---- | ---- | ----- | ------ |
| 바젤          | 스위스 | 2017년 6월 3일   | 2018년 7월 26일  | 51   | 29   | 9    | 13   | 94   | 54   | +40  | 56.86 | [ 25 ] |
| 미국 U-17     | 미국   | 2019년 3월 8일   | 2019년 12월 27일 | 17   | 9    | 2    | 6    | 39   | 27   | +12  | 52.94 | [ 26 ] |
| 시카고 파이어 | 미국   | 2019년 12월 27일 | 2021년 9월 29일  | 52   | 12   | 14   | 26   | 63   | 85   | −22  | 23.08 | [ 27 ] |
| 영 보이스     | 스위스 | 2022년 6월 2일   | 2024년 3월 4일   | 77   | 48   | 18   | 11   | 178  | 67   | +111 | 62.34 |        |
| 합계          | 합계   | 합계             | 합계             | 197  | 98   | 43   | 56   | 372  | 233  | +139 | 49.75 |        |

## 수상

### 선수
시옹
- 나치오날리가 A: 1996–97
- 스위스컵: 1994–95, 1995–96, 1996–97[28]

베르더 브레멘
- DFB-포칼
  - 우승: 1998–99
  - 준우승: 1999–2000
- DFL-리가포칼 준우승: 1999
- 인터토토컵: 1998[29]

함부르크
- DFL-리가포칼: 2003
- 인터토토컵: 2005[30]

### 감독
영 보이스
- 스위스 슈퍼리그: 2022–23
- 스위스컵: 2022–23